# 유영철
유영철(柳永哲, 1970년 4월 18일 ~ )은 2003년 9월부터 2004년 7월까지 20명을 살해한 대한민국의 연쇄 살인범이다.

## 생애
1970년 전북특별자치도 고창군에서 태어났으며 1살이 되던 해에 서울 마포구로 올라와 살게 되었다.
형제로는 형 2명과 (1994년에 작은 형이 사고로 사망) 이란성 쌍둥이 여동생이 있는데, 쌍둥이 여동생은 1년 후 출생신고가 되었다고 한다.
유영철의 아버지는 큰형을 낳고 베트남 전쟁에 참전했고, 참전 후에는 알코올 의존증으로 인해 음주와 노름, 폭력 등으로 부부싸움이 잦아, 유영철이 1985년 6월 12일에 중학교 3학년 때 아버지가 사고로 세상을 떠나게 되고, 이후 홀어머니 아래에서 형제들과 함께 살아오면서 예체능계에 소질을 보여 중학교 시절 육상 단거리 달리기, 투포환, 기계체조 선수로 활동하면서 지속적인 체력단련을 통해 강한 손목과 악력을 갖추는 한편, 장차 화가가 되기를 꿈꾸기도 하였으나 색약 등의 이유로 인해 예고 입학이 좌절되었다.
그의 꿈을 접고 국제공고에 입학하였지만, 고등학교 2학년 때 학교생활을 적응하지 못해 자퇴하게 되었고, 유영철이 1988년 8월 23일에 이웃 누나의 방에서 돈 23만원과 기타를 훔쳐, 야간주거침입죄와 절도죄로 소년원에 구속됐다. 성장기 때 경찰을 동경하여 응시 시험까지 쳤으나 색맹으로 좌절했다. 이후 경찰관을 사칭하여 금품 갈취로 생계를 이어 나간다.
유영철은 21살 때 마사지사 황 모씨와 1991년에 결혼하여 아들을 두었으나, 이후 '14차례 특수 절도' 및 '성폭력 등'으로 '20대의 대부분'을 전국 '각지 교도소'에서 보냈다.
1993년부터 1995년까지는 간질(증세)로 병원에서 진료를 받았다. 2000년 3월 15일, 특수 절도와 강간 등으로 구속되어 징역 3년 6개월을 선고 받아 전주교도소에 수감 중이던 2002년 5월, 부인이 이혼소송을 제기하여 전처로부터 이혼을 통보(당시 아들 초등학교 4학년)받았다. 이후 말을 하지 않고 대인기피 현상을 보였던 것으로 알려졌다. 이때부터 교도소 안에서 십자가를 부러뜨리며 신은 없다고 믿게 된다.

## 살인 사건
2003년 9월 11일 전주교도소를 출소한 유영철은 서울로 돌아와서 어머니 집에 잠시 머물게 된다. 
칼로 큰 개를 찔러 보는 살인실험을 통해 칼을 쓰면 피만 많이 나올 뿐이고, 곧바로 죽이지 못하는 칼보다는 망치로 머리를 강타하면, 비명도 지르지 못하고 곧바로 쓰러뜨릴 수 있는 효과적인(살해)방법이라는 것을 깨달았다. 
서울 마포구 신수동 공사장에서 손자루가 긴 망치를 가지고 와, 자루를 떼어낸 후 그 자리에 길이가 짧은 장도리 자루를 넣어 실리콘처리를 하는 방법으로 범행 도구(손자루)가 짧은 해머 한 자루(약 4kg)를 특별 제작하였고, 위협용 재크나이프 한 자루(칼날길이 약 15cm), 범행시 지문을 남기지 않기 위해, 세무 장갑(한 켤레)과 코팅 목장갑(여러 켤레) 및, 위와 같은 범행 도구를 넣어 다니는 검은색 어깨걸이 가방을 각각 준비한다.

### 부유층 살인 사건
- 2003년 9월 24일에는 서울 강남구 신사동 숙명여대 명예교수 이모 씨(73세)의 자택에서 이모 씨와 부인 이모 씨(68세) 등 두 명을 살해했다.
- 10월 9일에는 서울 종로구 구기동에서 주차관리원 고모 씨(61세)의 집에 침입해, 아내(60세), 어머니 강 모씨(85세), 지체장애가 있는 아들(35세) 등 일가족 3명을 둔기로 살해했다.
- 10월 16일에는 서울 강남구 삼성동에서 유모 씨(69세)를 살해했다.
- 11월 18일에는 서울 종로구 혜화동에서 김모 씨(87세), 배모 씨(57세) 등 2명을 살해하고 증거 인멸을 위해 금고에 불을 질렀다.
- 2004년 4월 14일에는 서울 중구 황학동 삼영빌딩 1층 백성프라자약국 앞에서 노점을 차려 놓고 잡화와 함께 음란 CD와 비아그라 등을 판매하던 노점상 안모 씨(44세)를 안 씨의 기아 베스타 승합차로 유인해 살해하고 시신을 인천 월미도에 유기했다.

이전에도, 2003년 9월 24일부터 2004년 4월 14일까지 4차례에 걸쳐 서울 각지 등의 주택가에 침입하여 9명을 살해하였다.

### 여성 살인 사건
- 2004년 3월 15일 신촌 전화방 종업원 권모 씨(23세) 살해.
- 4월 내지 5월 중순 피해자 신원불명(20대 후반에서 30대 초반) 살해.
- 5월 7일 신원불명(25세) 살해.
- 6월 1일 신촌 피해자 신원불명(20대 후반) 살해.
- 6월 초순 피해자 신원불명(20대 후반) 살해.
- 6월 7일 오전 5시경 장모 씨(26세) 살해.
- 6월 17일 오후 10시경 김모 씨(30세) 살해.
- 6월 23일에서 6월 25일 사이에 우모 씨(28세) 살해.
- 7월 1일 출장마사지 도우미 김모 씨(26세) 살해.
- 7월 3일 출장마사지 도우미 권모 씨(24세) 살해.
- 7월 9일 오전 1시 30분경 출장마사지 도우미 임모 씨(27세) 살해.
- 7월 13일 오전 1시경 출장마사지 도우미 고모 씨(24세) 살해.

이에 앞서 서울 마포구 신수동과 노고산동 오피스텔(유영철의 자택 203호)에서, '총 여성 11명'을 살해하여, 서울 서대문구 신촌동 봉원사(인근)야산과 서강대학교(도서관)뒷산 등산로에 암매장하기도 하였다. 이러한 '일련의 살해 사건'으로 그는, '서울 각지'에서 주로 '부유층 노인' 또는 '출장마사지사 여성' 등 총 '20명을 살해한 혐의'를 받게 된다.

## 검거 및 수사
2004년 7월 15일 오전 5시 20분, 유영철은 신촌오거리 근처 출장마사지 업주의 신고로 체포되었는데, 서울 마포경찰서에서 조사를 받던 중 수갑을 풀고, 7월 16일 오전 12시 4분에 의경을 밀치고 도망을 간 그는, 11시간 만(오전 11시 40분)에, 수도권 전철 1호선 영등포 역에서 역무원과 서울특별시지방경찰청 형사과 전원에 의해 재검거 되었다.
2004년 8월 13일 유영철은 구속 후 기소되었다.
2004년 유영철 사건 수사 과정에서는 물증 확보가 어려운 상황에서 대검찰청 유전자감식실의 이승환 박사가 결정적인 역할을 했다. 유영철이 범행 도구로 사용한 망치는 외형상 깨끗이 닦여 있었고, 초기 감정에서는 피해자의 DNA가 검출되지 않았다. 그러나 이 박사는 유영철이 망치 손잡이를 교체했다는 수사 정보를 바탕으로 도구를 분해하였고, 그 결과 철심 내부에서 단 한 명의 피해자 DNA를 검출해냈다. 이 증거는 유영철의 자백이 오락가락하던 상황에서 유죄를 입증하는 핵심 물증으로 작용했다.
이문동 살인사건을 제외한 20명 살인범죄의 유죄가 인정되었으나, 유영철은 1심과 2심 공판에서 '중대 범죄 복합 살인: 극단적 인명 경시 살인(죄목)이 추가'되었고, 형사 소송법 및 양형(규정)에 따라 '성폭력 범죄, 강간 살인, 시체 손괴 유기 및 살인, 과실 치사 등의 혐의'로 2004년 12월 13일 사형 선고를 받고, 1년 뒤인 2005년 6월 9일 대법원은 상고를 기각하고 사형에 대한 원심을 확정하였다. 
이후에 이문동 살인 사건의 진범이 다른 연쇄살인범인 정남규라는 사실이 밝혀졌다.
유영철에 대한 사형은 아직까지도 집행되지 않고 있다. 참고로, 대한민국은 가장 최근인 1997년 12월 30일에 김영삼 전 대통령의 임기 중 23명의 사형을 집행한 이후로도 10년간 사형이 집행되지 않아, 2007년 12월 30일부터는 실질적 사형 폐지 국가로 간주되고 있다.
유영철은 미국의 잡지 '라이프'가 2008년 8월 6일에 보도한, '20세기를 대표하는 연쇄 살인자 30인'의 한 사람으로 뽑히기도 했다.

## 수감 이후
2010년 법무부는 유영철, 강호순 등 '흉악 연쇄살인범에 대해 사형을 검토'하기도 하였으나, '외교 마찰 등의 우려로 인해 무산'되기도 했다. 또한 2014년 말에 '성인 소설과 일본 만화책'을 '특정 교도관을 통해 밀반입' 하다가, '다른 교도관에게 적발'되어 '멱살을 잡고 난동을 부린 적'이 있었다.

## 유영철을 모티브로 한 작품
- 일대기를 담은 책 "살인중독"이 2005년 출판되었다.
- 2007년 MBC드라마 히트에서 유흥업소 여종업원 실종 살인 사건 에피소드 (고현정, 하정우, 김정민 등 출연)에 나온 적 있다.
- 잔혹한 연쇄살인을 모티브로 한 영화 "추격자" 가 2008년 개봉되었다. (배우: 하정우)
- 2008년 tvN 범죄의 재구성 ep.1로 방영했다.
- 2021년 MBC 심야괴담회시즌1 ep.22 " 새벽의 울림 " 으로 허안나가 나레이션 했다.
- 2021년 KBS 표리부동 ep.10 " 연쇄살인범 유영철 " 로 방영했다.
- 살인사건에 대한 다큐멘터리 레인 코트 킬러: 유영철을 추격하다가 넷플릭스 오리지널 다큐멘터리로 2021년 제작되었다.
- 2022년 SBS드라마 악의 마음을 읽는 자들 에피소드로 나왔다. (배우: 한준우)
- 2022년 채널A 블랙 : 악마를 보았다 ep.3로 방영했다.
- 2024년 KBS 스모킹건 ep.39 " 당신 혹시 피해자야? " 로 방영했다.
- 2024년 SBS 꼬리에 꼬리를 무는 그날 이야기 ep.149 " 사형수 유영철 " 로 방영했다.

## 같이 보기
- 김대두
- 이춘재
- 정두영
- 정남규
- 강호순
- 조두순
- 김길태
- 조승희
- 우범곤
- 김일곤
- 온보현
- 김기환
- 전현주